# Caprimulgus donaldsoni
El chotacabras espinero o chotacabra de Donaldson (Caprimulgus donaldsoni) es una especie de ave de la familia Caprimulgidae. Se encuentra en Kenia, Etiopía, Tanzania, y Somalia.